# Варвинське збройне повстання
Варвинське збройне повстання — антифашистський виступ під час Великої Вітчизняної війни у Варвинському районі Чернігівської області Української РСР. Тривало з 27 лютого по 1 березня 1943 року, здійснено місцевою підпільною організацією на чолі з I. Кисляком та I. Здоровцем.

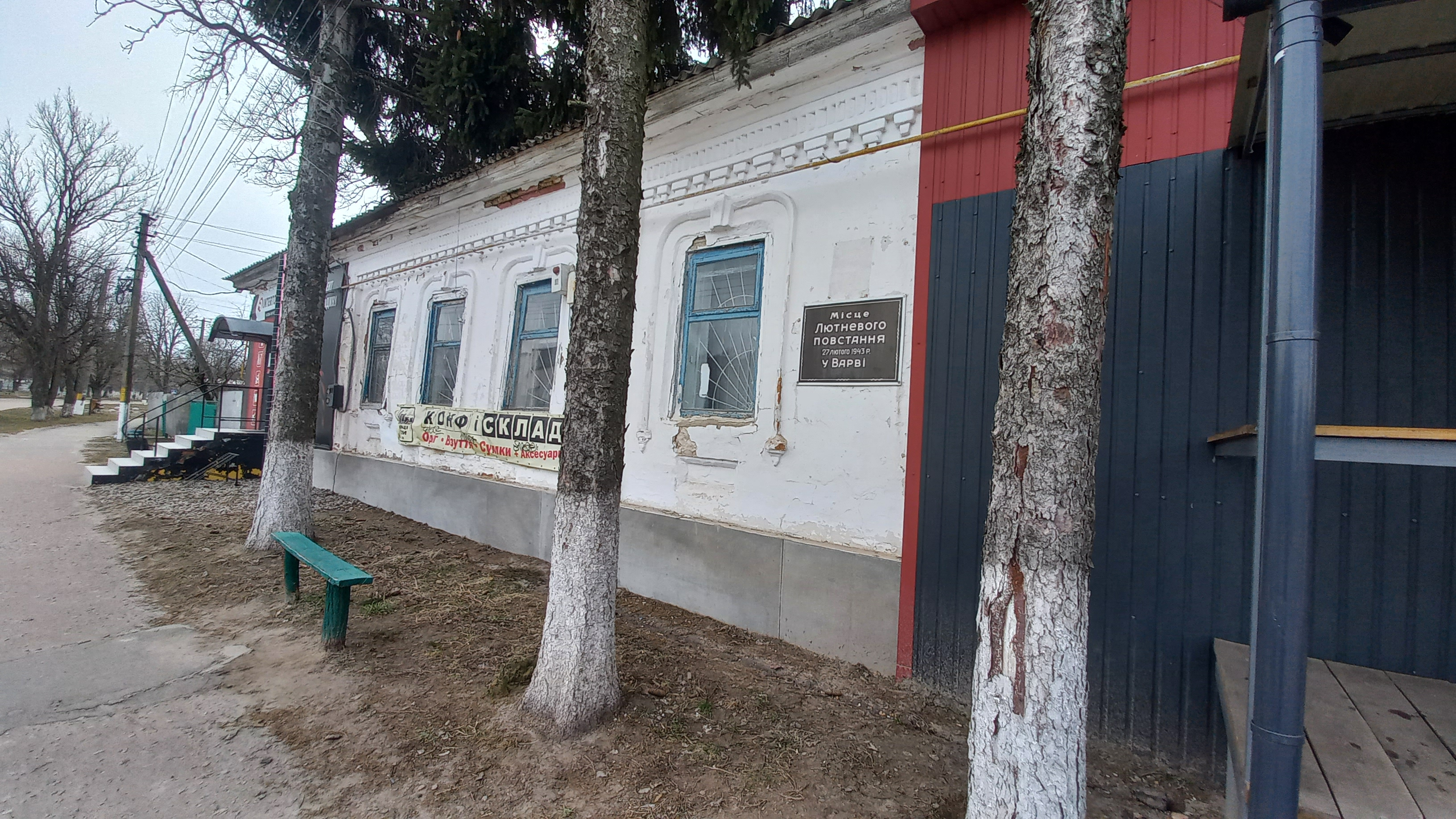
Місце де почалось Лютневе збройне повстання у Варві

Приводом для повстання стало прибуття в селище Варва загону карателів для розправи з місцевими партизанами і підпільниками, у тому числі групою антифашистів, заарештованих напередодні. Щоб випередити карателів і врятувати своїх товаришів, було вирішено підняти збройне повстання. Для підготовки і керівництва ним створений штаб. В ніч з 26 на 27 лютого 1943 року за наказом штабу учасники підпілля, які служили в місцевій поліції, роззброїли і заарештували начальника поліції і його підлеглих, випустили з тюремних камер заарештованих антифашистів. Розділившись на три бойові групи, повстанці атакували приміщення німецької польової жандармерії та прибулий загін есесівців. 
До ранку 27 лютого 1943 року повсталі заволоділи становищем в райцентрі. Для керівництва повстанням, організацією і діями партизанського загону був утворений штаб у складі - Здоровець І.П., Кисляк І.Р., Кривуца П.І., Громницький Г.О., Мурий В.Г. Керівництво штабом було доручено Здоровцю І.П. Уповноважені повстанського штабу створювали збройні групи в навколишніх селах Озеряни, Брагинці, Мармизівка, Богдани, Остапівці та ін.

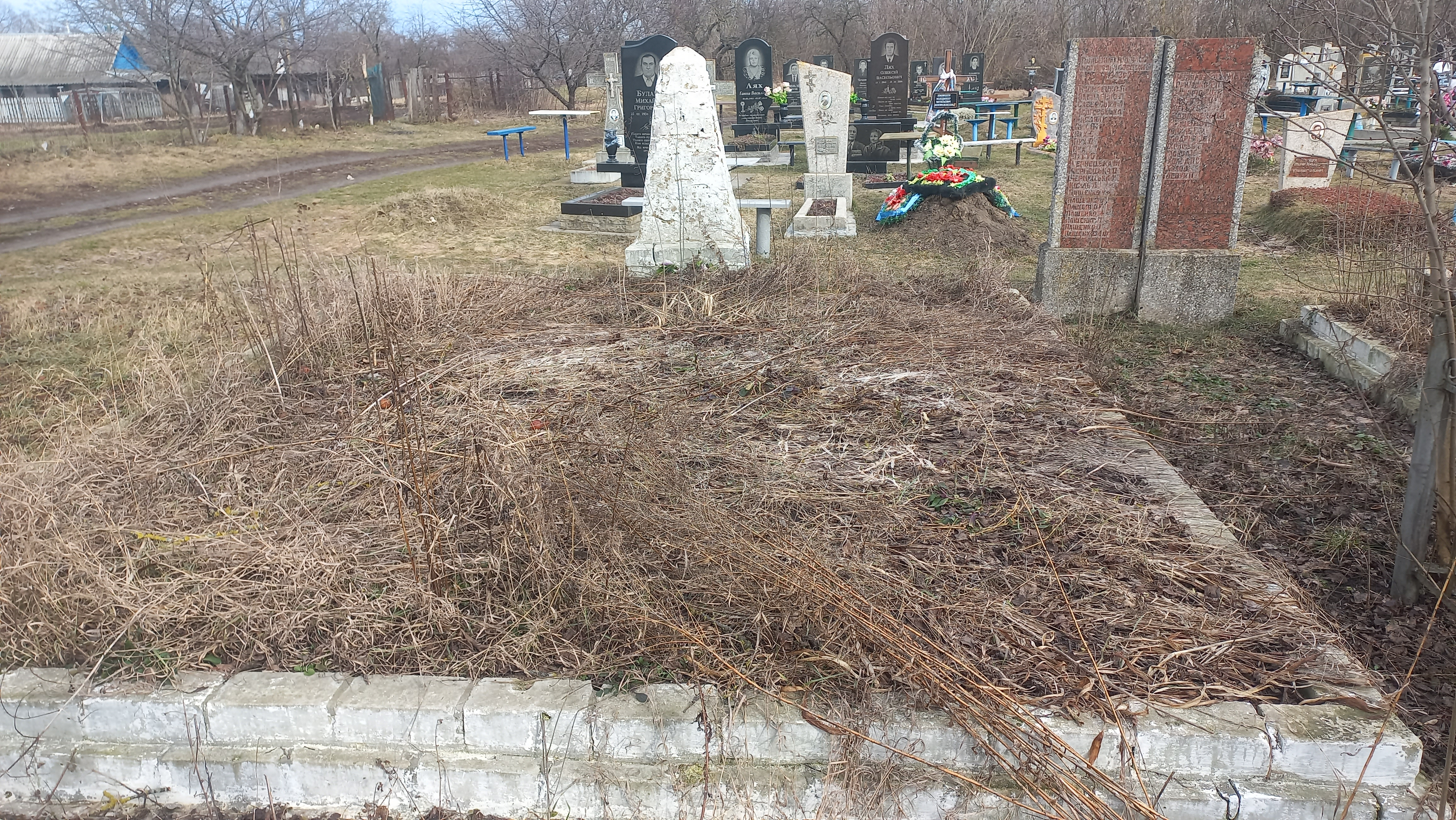
Група братських могил мирних жителів та учасників Лютневого повстання проти окупаційної влади, кладовище Зарічка у Варві

Вже на кінець першого дня повстання в районі було знищено 54 карателя і поліцая. Вживалися першочергові заходи для організації оборони Варви. На ранок 28 лютого до Варви на автомашинах прибула велика група карателів, які повели наступ на повстанців — і ті з боєм почали відступили. Увірвавшись в райцентр, гітлерівці вчинили розправу над населенням, яке не встигло втекти. На місці розстрілювали тих, хто потрапив на очі, закидали гранатами будинки. За інформацією «Енциклопедії історії України», всього було зруйновано близько 100 приміщень, близько 70 чоловік було спалено живцем в одному з будинків.

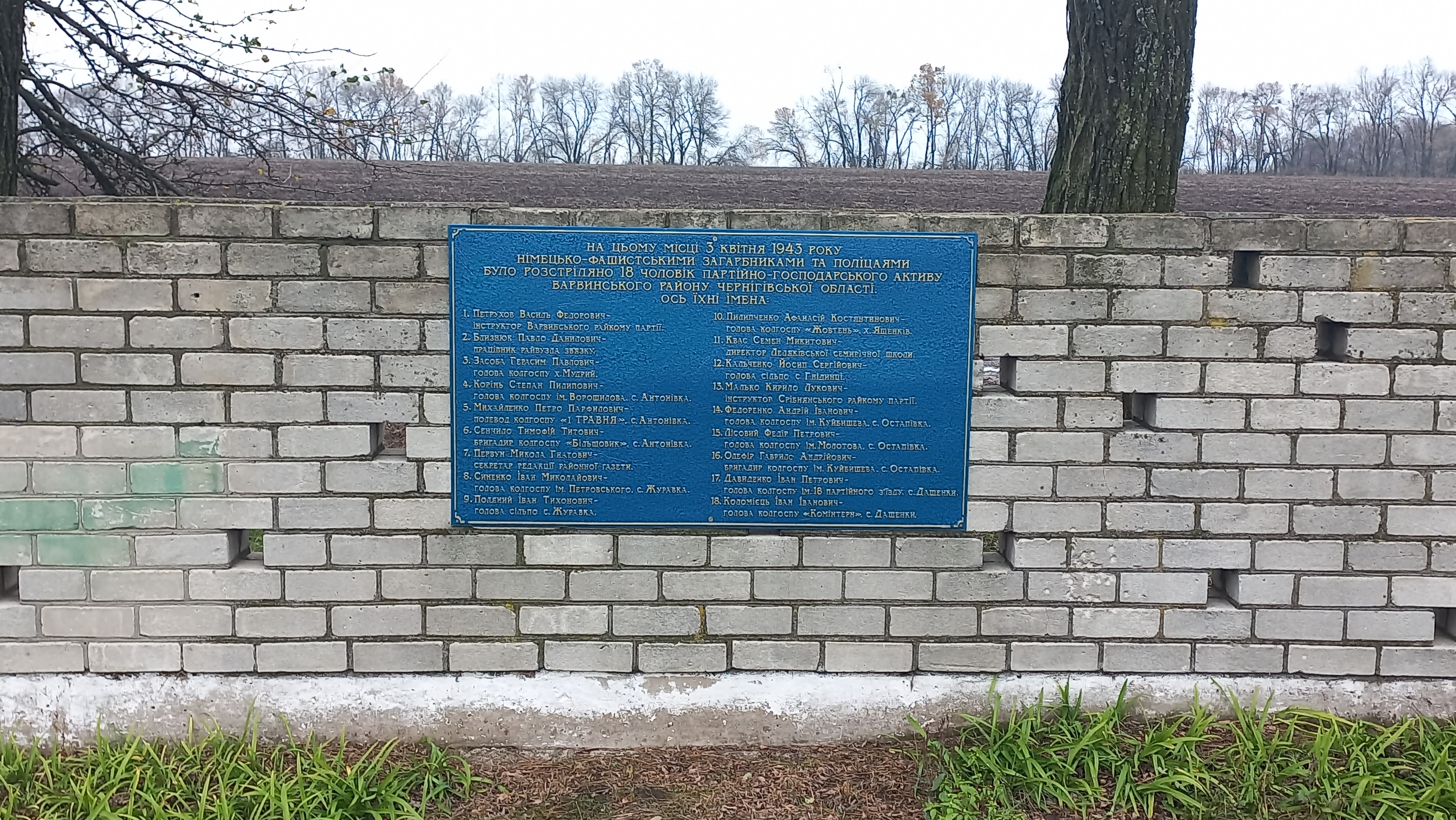
Місце розстрілу 18 членів партійного і господарчого активу в 1943р після Лютневого повстання в Варві, Озеряни

1 березня повстанці повністю  залишили Варву та сформували партизанський загін чисельністю до 300 чоловік, який маневрував по території Варвинського та Срібнянського районів Чернігівщини та Лохвицького району Полтавщини. У загоні було утворено п’ять бойових взводів по 30–35 ч. Командирами взводів були призначені Приходько, Тарануха Г.Ю., Мудрий В.Г., Суглоба О., Корнєв Ж., групу розвідки очолював Громницький Г.О. і Фурса Г.Я., постачання і господарську частину – Холод І.М., медичну службу очолював лікар Надуєв. Проведення партійної роботи було доручено Кисляк І.Р. і Іваненко Л.П. Комсомольську роботу та роботу серед молоді – Кривуці В.І. і Фурсі Ю.Г. Керівництво загоном здійснював штаб на чолі Здоровцем І.П. 

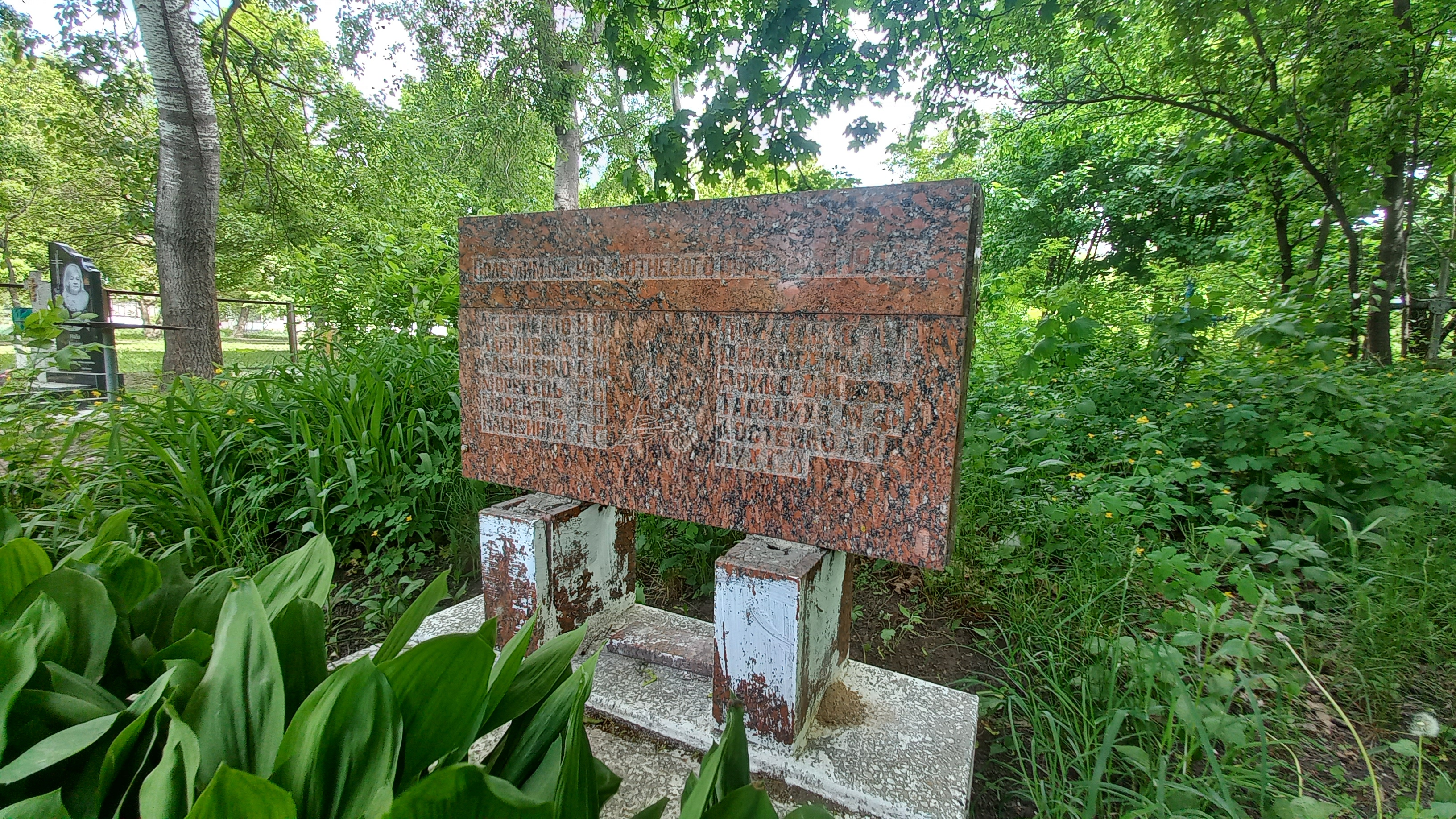
Братська могила партизан та підпільників, розстріляних під час Лютневого повстання 1943 р., Центральне кладовище Варва

На боротьбу з ним німецьке командування кинуло до 2300 осіб (гітлерівців і поліцаїв). Партизанський загін був змушений розділитися на групи по 7-15 бійців, які розосередилися в лісах. Трохи пізніше вони знову влилися в один загін, який продовжував боротьбу проти гітлерівців аж до їхнього вигнання з району. 